# Almeida Século 21
A Bíblia Sagrada Almeida Século 21 — ou simplesmente Almeida Século 21, abreviação AS21 — é uma tradução protestante da Bíblia Sagrada para a língua portuguesa. Foi publicada pela Editora Vida Nova em 2008 como nova edição ou revisão da antiga Almeida Revisada, de 1967, da Imprensa Bíblica Brasileira (divisão da JUERP). A Almeida Século 21 (AS21) é uma versão bíblica que se caracteriza por ser uma tradução literal em linguagem formal, porém com o diferencial de usar um vocabulário e gramática corrente atualmente no português brasileiro. 

## História
A Almeida Século 21 (AS21) é uma nova edição ou revisão profunda da antiga Almeida Revisada, de 1967, da Imprensa Bíblica Brasileira (divisão da JUERP), a qual tinha um vocabulário e gramática que já não comunicava ao leitor brasileiro. Além disso, desde a publicação da edição de 1967, a crítica textual da Bíblia produziu novos avanços em termo de manuscritos refletidos em novas edições críticas acadêmicas.

### Comissão de Tradução
A versão Almeida Século 21 é o resultado do esforço conjunto de várias editoras evangélicas brasileiras: Imprensa Bíblica Brasileira/Juerp da Convenção batista brasileira, Edições Vida Nova, Editora Hagnos e Editora Atos. O trabalho de tradução e revisão da Almeida Revisada, que resultou na AS21, durou seis anos.
Fizeram parte da comissão de tradutores e revisores: Abraão de Almeida (revisão de estilo); Aldo Menezes (revisão de estilo); Daniel de Oliveira (assistente de revisão exegética); Edna Batista Guimarães (revisão de estilo); Estevan Kirschner (revisão exegética: NT); João Guimarães (revisão de estilo); Lucília Marques Pereira da Silva (revisão de estilo); Luiz Alberto Teixeira Sayão (coordenador geral); Márcio Loureiro Redondo (revisão de estilo); Marisa Lopes (revisão de estilo); Pedro Moura (revisão geral); Robinson Malkomes (revisão de estilo final); Tiago de Lima (revisão de estilo); Valdemar Kroker (revisão exegética do AT); William Lane (revisão exegética do AT).

## Características da tradução
A versão Almeida Século 21 procura preencher uma lacuna das versões tradicionais: a questão da exatidão exegética, clareza e fluência. Muitas traduções brasileiras têm como ponto forte a beleza de estilo e uma linguagem que reflete um profundo respeito ao sagrado. Contudo, o Brasil ainda carece de um número maior de versões que unam as características de exatidão exegética, clareza e fluência, que são de extrema importância para o entendimento da Bíblia.
A tradução se caracteriza pela fidelidade e literalidade aos textos-base em hebraico e grego, porém com vocabulário e gramática simples. Mantém a tradicional formalidade da norma culta brasileira conservando os pronomes tu, vós etc.
O uso de tais pronomes possibilita a apresentação de textos mais enxutos e ajuda a evitar ambiguidade.
Resumo das características:
- Frase na ordem direta em português (Sujeito, verbo etc.) em vez de seguir a ordem hebraica e grega;
- Vocabulário corrente atualmente no Brasil sempre que não altera algum conceito teológico importante;
- Textos mesoclíticos foram convertidos em proclíticos (Exemplos: Sl 30.1; Lc 15.18);
- Conserva a solenidade de versões clássicas ao utilizar os pronomes pessoais de segunda pessoa, o tu e o vós, e o pretérito mais-que-perfeito;
- Procura conservar traduções consagradas e decoradas de versículos-chave, como João 3.16;
- Na maioria dos casos, tirou a preposição "a" dos objetos diretos onde a sua presença não é obrigatória (Exemplo: Mt 1.2-16);
- Utiliza-se de notas de rodapé para explicar alguma palavra ou termo das línguas originais;
- Possui uma breve e objetiva introdução a cada livro da Bíblia.